# Borovnica (comune)
Borovnica (ufficialmente in sloveno Občina Borovnica) è un comune (občina) della Slovenia. Ha una popolazione di 4 412 abitanti ed un'area di 42,3 km². Appartiene alla regione statistica della Slovenia Centrale. La sede del comune si trova nell'insediamento di Borovnica.

## Insediamenti
Il comune di Borovnica è formato da 12 insediamenti (naselija):
- Borovnica, insediamento capoluogo comunale
- Breg pri Borovnici
- Brezovica pri Borovnici
- Dol pri Borovnici
- Dražica
- Laze pri Borovnici
- Lašče
- Niževec
- Ohonica
- Pako
- Pristava
- Zabočevo

## Amministrazione
| Periodo | Periodo   | Primo cittadino | Partito | Carica  | Note |
| ------- | --------- | --------------- | ------- | ------- | ---- |
| 1994    | 1998      | Andrej Ocepek   |         | sindaco |      |
| 1998    | 2002      | Alojz Močnik    |         | sindaco |      |
| 2002    | 2006      | Alojz Močnik    |         | sindaco |      |
| 2006    | 2010      | Andrej Ocepek   |         | sindaco |      |
| 2010    | 2014      | Andrej Ocepek   |         | sindaco |      |
| 2014    | in carica | Bojan Čebela    |         | sindaco |      |